# Vladimir Vasilj
Vladimir Vasilj né le 6 juillet 1975 à Hanovre en Allemagne de l'Ouest, est un footballeur international croate évoluant au poste de gardien de but.